# 鼓手

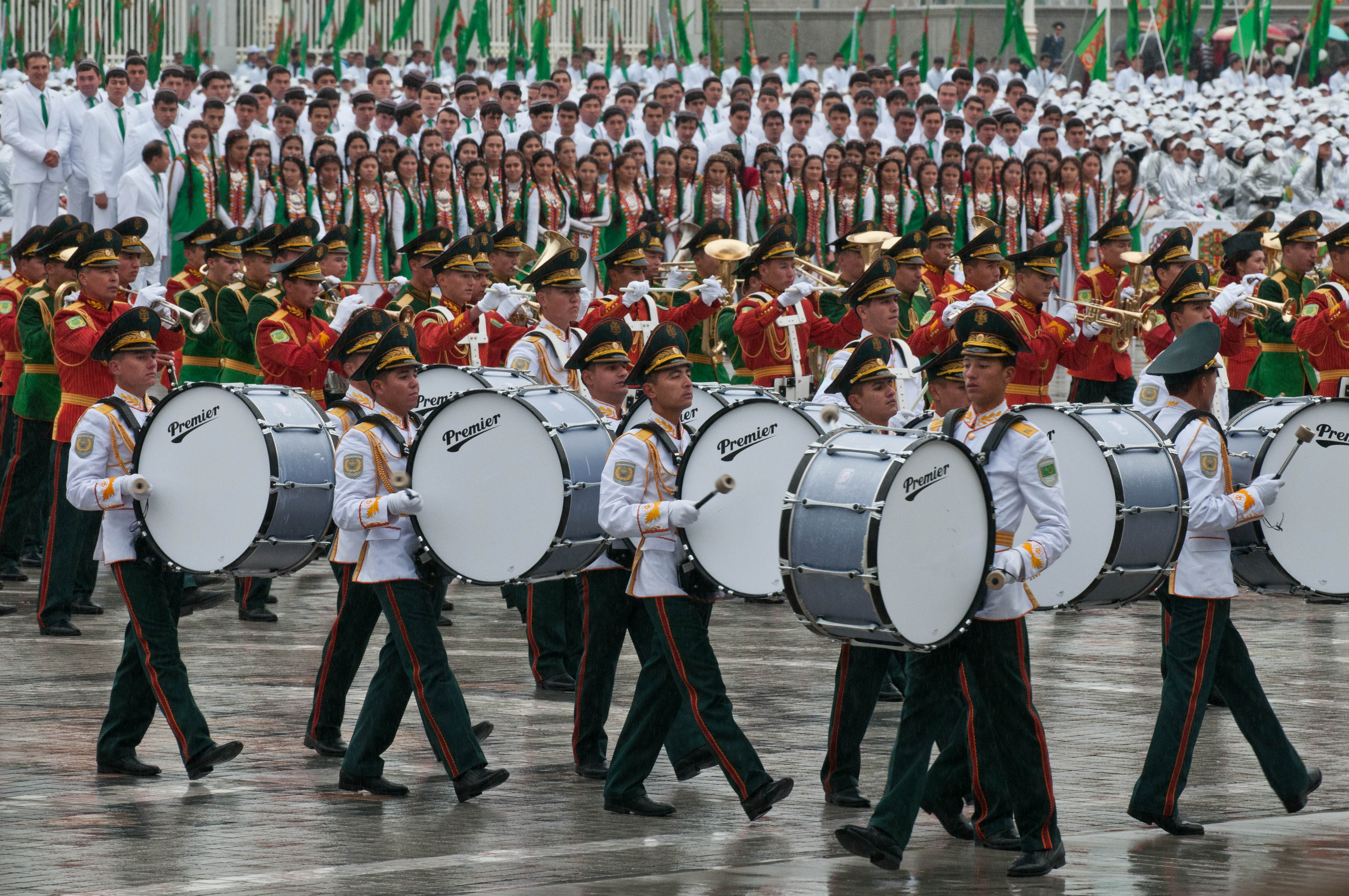
鼓手

鼓手，在樂隊中是演奏鼓的成員；而在搖滾樂或流行樂中則負責打擊樂器（或稱爵士鼓）。鼓手主要掌控音樂的速度、力度、節奏框架以及風格等等。爵士鼓是以四肢演奏，右腳踩踏板打擊大鼓，左腳踩踏板控制踩鑔，雙手打小鼓、中鼓及銅鈸，是一種需要優異協調性的樂器。